# Śmierć archiwariusza

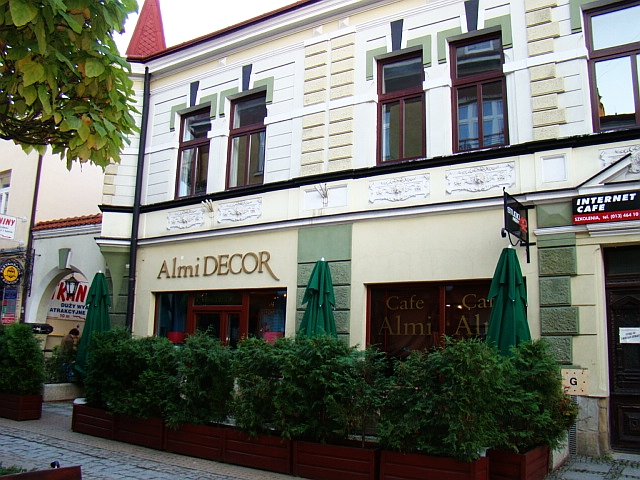
Dawna restauracja Izydora Dampfa przy ulicy 3 Maja. W roku 1941 profesor miejscowego gimnazjum po wypędzeniu z niej Żydów wywiesił tabliczkę "Nur für Arier"

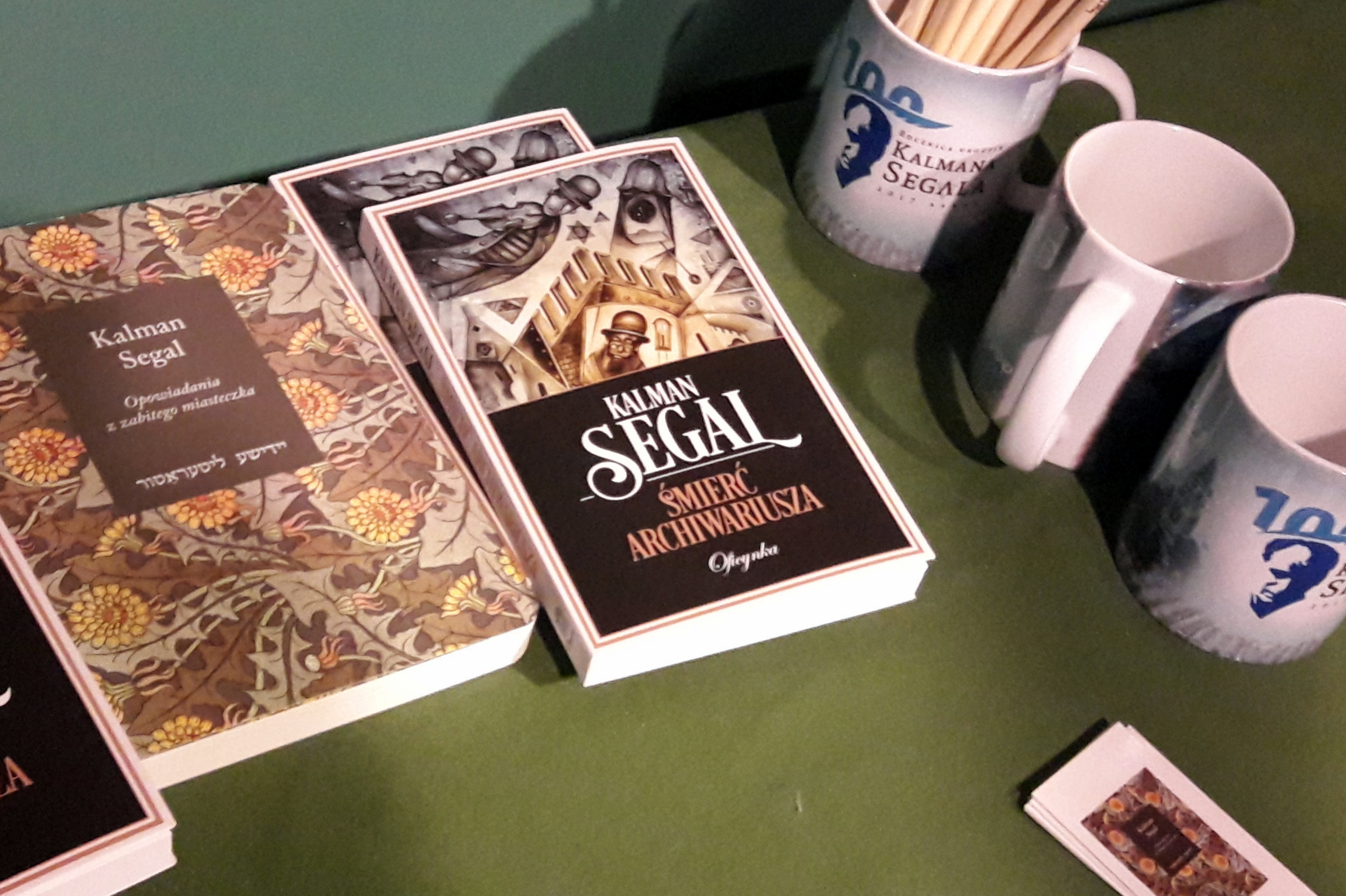
Opowiadania Kalmana Segala w setną rocznicę urodzin, Sanok, 2017

Śmierć archiwariusza – powieść historyczna Kalmana Segala, wydana po raz pierwszy w 1967 roku, przedstawiająca obraz życia wielopokoleniowej rodziny kozackiej osiadłej w okolicach Trepczy w latach 1648 - 1948.

## Fabuła książki
Segal prowadzi czytelnika jak ma w zwyczaju  do rodzinnego Miasteczka nad Sanem, otoczonego słynnymi cebularzami z Trepczy, Romami z Płowiec i handlarzami glinianych garnków z Mrzygłodu. W tej książce czytelnik odnajdzie wiele znajomych postaci poznanych już wcześniej podczas lektury opowiadań Przygody w Miasteczku, Doliny zielonej pszenicy oraz Kochanków w Sodomie.
Przodek tytułowego Archiwariusza Jurko Koba, był synem setnika Bazylego i dezerterem zbiegłym z zagonów Chmielnickiego nieopodal Miasteczka - najdalej na zachód wysuniętego ogniska powstania Chmielnickiego. Za ten czyn jak i w uznaniu zasług dla Korony otrzymuje następnie nadział ziemi w Trepczy niedaleko Miasteczka. Jego potomkowie wyrzekli się z biegiem lat wiary prawosławnej i przeszli na obrządek łaciński. Trzysta lat później w latach okupacji niemieckiej krewny głównego bohatera ukrywa się w lasach, chociaż tego nie musi robić. Zostaje przypadkowo zabrany przez żołnierzy 14 Dywizji Grenadierów SS eskortujących Żydów na egzekucję nieopodal Zasławia. Tam ginie razem z mordowanymi Żydami. Po latach życia w samotności Archiwariusz spisuje historię rodziny, odkrywaną na nowo przez narratora opowiadania. Pojawia się cały korowód postaci od hetmana Chmielnickiego, Semena Petlury, wędrówki po Szepetówce i Podhajcach do przedwojennych sanockich notabli i restauratorów.
Śmierć archiwariusza to reminiscencje wciąż powtarzających się anegdot na styku środowisk o różnych narodowościach i kultury. Powracające motywy od czasów Chmielnickiego aż po lata, w których fabuła zamyka się przechodząc do zasobów Archiwum Akt Dawnych. Liryczno-legendarny nastrój opowiadania oraz wątki fabularne stwarzają  wizję będącą wyrazem zadumy autora nad otaczającym światem, nie będąc koniecznie powrotem do krainy swojej młodości.
Należy Segal do pisarzy kresowych dzięki związkom swoich opowiadań z przestrzenią kresową, z określonym terytorium historyczno-geograficznym, dzięki przybliżeniu jej w przestrzeń artystyczną swoich utworów. W tym drugim znaczeniu, krańcowym innym, będzie ona bliska pojęciu ograniczenia czegoś i końca czegoś. Tematyka ukraińska jak i młodość spędzono na pograniczu kulturowym zdeterminowała bezpośrednio wspomnienia wypełniające fragmenty opowiadań.  Zwraca uwagę na związki z żydowskimi podaniami ludowymi i motywem wędrówki dusz.
Powieść Segala ujmuje Kresy w okresie przełomowym, tuż po ich zagładzie. Komponuje przestrzeń w niepowtarzalnej etnicznie rzeczywistości, głównie ukraińsko-polskiej, kulturowej i obyczajowej. Banalna na pozór proza życia w dolinie nad Sanem, zwyczajność znana autorowi z autopsji, podróże do Międzybrodzia, Mrzygłodu czy Zagórza nad Osławą odzwierciedla nie tylko piękno krajobrazu, lecz także prawdę o brutalizmie i okrucieństwie. W kluczowym momencie przynosi radykalną zmianę spojrzenia na okupacyjną rzeczywistość bliskich kresów. Balladowa fabuła powieści krok za krokiem wieści nadciągający dramat.

## Literatura
- Tomasz Chomiszczak: Kultura, sport i rozrywka w Śródmieściu, „Tygodnik Sanocki”, 2008.
- Magdalena Ruta: Pomiędzy dwoma światami: o Kalmanie Segalu, s. 172.
- Kresy w literaturze, wyd. 8, 1997 s. 38.